# كأس العرب للأندية الأبطال 2023
كأس العرب للأندية الأبطال 2023 (سميت هذه النسخة رسميا باسم كأس الملك سلمان للأندية الأبطال 2023) هي النسخة الثلاثين، من مسابقة الأندية العربية بمسماها كأس العرب للأندية الأبطال بتنظيم الاتحاد العربي لكرة القدم. هذه النسخة هي الثالثة من البطولة بمسماها كأس العرب للأندية الأبطال.
نادي الرجاء الرياضي هو حامل لقب النسخة السابقة. أُعلِن رسميًا عن الدورة في 13 فبراير 2023 من قبل رئيس الاتحاد العربي لكرة القدم عبد العزيز بن تركي الفيصل وأطلق على البطولة اسم الملك سلمان بن عبد العزيز آل سعود. أقيمت المنافسات خلال عام 2023 بدايةً من 2 مارس بمرحلة أدوار أولية بمشاركة 37 فريق، وحتى مرحلة النهائيات التي استضافتها السعودية.
أقيمت المباراة النهائية في مدينة الطائف في 12 أغسطس 2023 ما بين نادي الهلال السعودي ونادي النصر السعودي.

## روزنامة البطولة
الجدول التالي يبين روزنامة البطولة:
| الدور             | الجولة       | تاريخ القرعة | مباراة الذهاب          | مباراة الإياب           |
| ----------------- | ------------ | ------------ | ---------------------- | ----------------------- |
| الأدوار التمهيدية | نصف النهائي  | بدون قرعة    | 2 مارس 2023            | 2 مارس 2023             |
| الأدوار التمهيدية | النهائي      | بدون قرعة    | 5 مارس 2023            | 5 مارس 2023             |
| الأدوار التأهيلية | الدور الأول  | 6 مارس 2023  | 13 مارس – 7 أبريل 2023 | 21 مارس – 16 أبريل 2023 |
| الأدوار التأهيلية | الدور الثاني | 6 مارس 2023  | 7 مايو – 4 يوليو 2023  | 11 مايو – 7 يوليو 2023  |
| دور المجموعات     | الجولة 1     | 6 مارس 2023  | 27–28 يوليو 2023       | 27–28 يوليو 2023        |
| دور المجموعات     | الجولة 2     | 6 مارس 2023  | 30–31 يوليو 2023       | 30–31 يوليو 2023        |
| دور المجموعات     | الجولة 3     | 6 مارس 2023  | 2–3 أغسطس 2023         | 2–3 أغسطس 2023          |
| دور خروج المغلوب  | ربع النهائي  | 6 مارس 2023  | 5–6 أغسطس 2023         | 5–6 أغسطس 2023          |
| دور خروج المغلوب  | نصف النهائي  | 6 مارس 2023  | 9 أغسطس 2023           | 9 أغسطس 2023            |
| دور خروج المغلوب  | النهائي      | 6 مارس 2023  | 12 أغسطس 2023          | 12 أغسطس 2023           |

## جوائز البطولة
الجوائز المالية للبطولة كالآتي:
| الجوائز المالية   | الجوائز المالية                   |
| ----------------- | --------------------------------- |
| البطل             | 6 ملايين دولار أمريكي             |
| الوصيف            | مليونان ونصف المليون دولار أمريكي |
| نصف النهائي       | 200 ألف دولار أمريكي              |
| ربع النهائي       | 150 ألف دولار أمريكي              |
| دور المجموعات     | 100 ألف دولار                     |
| الأدوار التأهيلية | 20 ألف دولار أمريكي               |

## الفرق المشاركة
يشارك في البطولة ما مجموعه 37 فريقًا.
في 3 مارس 2023، أعلن الأهلي المصري اعتذاره عن المشاركة في المسابقة بسبب مشاكل في الجدولة.
| الفريق                      | مركز الفريق في الدوري                              | عدد المشاركات (آخر مشاركة) |                            |
| المشاركون في دور المجموعات  | المشاركون في دور المجموعات                         | المشاركون في دور المجموعات | المشاركون في دور المجموعات |
| --------------------------- | -------------------------------------------------- | -------------------------- | -------------------------- |
| الهلال                      | بطل دوري المحترفين السعودي 2021–22                 | 11 (2018–19)               |                            |
| الاتحاد                     | وصيف دوري المحترفين السعودي 2021–22                | 12 (2019–20)               |                            |
| النصر                       | ثالث دوري المحترفين السعودي 2021–22                | 7 (2018–19)                |                            |
| الشرطة                      | بطل الدوري العراقي الممتاز 2021–22                 | 4 (2019–20)                |                            |
| السد                        | بطل دوري نجوم قطر 2021–22                          | 3 (2001)                   |                            |
| المشاركون في الدور الأول    |                                                    |                            |                            |
| قطر                         | تاسع دوري نجوم قطر 2021–22                         | 1                          |                            |
| الوحدة                      | ثالث الدوري الإماراتي 2021–22                      | 2 (2017)                   |                            |
| الشباب                      | رابع دوري المحترفين السعودي 2021–22                | 6 (2019–20)                |                            |
| القوة الجوية                | وصيف الدوري العراقي الممتاز 2021–22                | 6 (2019–20)                |                            |
| تشرين                       | بطل الدوري السوري الممتاز 2021–22                  | 3 (2004–05)                |                            |
| البرج                       | ثالث الدوري اللبناني الممتاز 2021–22               | 1                          |                            |
| المنامة                     | وصيف الدوري البحريني الممتاز 2021-22               | 1                          |                            |
| المحرق                      | رابع الدوري البحريني الممتاز 2021-22               | 7 (2019–20)                |                            |
| الكويت                      | بطل الدوري الكويتي 2021–22                         | 9 (2019–20)                |                            |
| شباب الأردن                 | رابع الدوري الأردني للمحترفين 2022                 | 6 (2019–20)                |                            |
| السيب                       | بطل دوري المحترفين العماني 2021–22                 | 1                          |                            |
| النهضة                      | وصيف دوري المحترفين العماني 2021–22                | 2 (2006–07)                |                            |
| شباب الخليل                 | بطل الدوري الفلسطيني الممتاز للضفة الغربية 2021–22 | 2 (2017)                   |                            |
| المشاركون في الدور التمهيدي |                                                    |                            |                            |
| فحمان                       | بطل الدوري اليمني 2021–22                          | 1                          |                            |

| الفريق                      | مركز الفريق في الدوري                             | عدد المشاركات (آخر مشاركة) |
| المشاركون في دور المجموعات  | المشاركون في دور المجموعات                        | المشاركون في دور المجموعات |
| --------------------------- | ------------------------------------------------- | -------------------------- |
| الرجاء الرياضي              | وصيف الدوري المغربي لكرة القدم 2021–22 حامل اللقب | 11 (2019–20)               |
| الوداد الرياضي              | بطل الدوري المغربي لكرة القدم 2021–22             | 8 (2019–20)                |
| الترجي التونسي              | بطل الرابطة التونسية المحترفة الأولى 2021–22      | 10 (2019–20)               |
| الزمالك                     | بطل الدوري المصري الممتاز 2021–22                 | 8 (2018–19)                |
| شباب بلوزداد                | بطل الرابطة الجزائرية المحترفة الأولى 2021–22     | 4 (2012–13)                |
| المشاركون في الدور الأول    |                                                   |                            |
| الجيش الملكي                | ثالث الدوري المغربي لكرة القدم 2021–22            | 2 (1984–85)                |
| الاتحاد المنستيري           | وصيف الرابطة التونسية المحترفة الأولى 2021–22     | 3 (2008–09)                |
| النادي الصفاقسي             | ثالث الرابطة التونسية المحترفة الأولى 2021–22     | 8 (2018–19)                |
| الاتحاد                     | بطل الدوري الليبي الممتاز 2021–22                 | 7 (2008–09)                |
| أهلي طرابلس                 | وصيف الدوري الليبي الممتاز 2021–22                | 4 (2018–19)                |
| الهلال                      | بطل الدوري السوداني الممتاز 2021–22               | 11 (2019–20)               |
| المريخ                      | وصيف الدوري السوداني الممتاز 2021–22              | 13 (2019–20)               |
| طلائع الجيش                 | رابع الدوري المصري الممتاز 2021–22                | 2 (2007–08)                |
| شبيبة الساورة               | ثالث الرابطة الجزائرية المحترفة الأولى 2021–22    | 2 (2019–20)                |
| نواذيبو                     | بطل الدوري الموريتاني الممتاز 2021–22             | 3 (2019–20)                |
| المشاركون في الدور التمهيدي |                                                   |                            |
| بركان موروني                | بطل دوري جزر القمر الممتاز 2021–22                | 2 (2017)                   |
| أرتا سولار 7                | بطل دوري جيبوتي الممتاز 2021–22                   | 3 (2007–08)                |
| هورسيد                      | بطل الدوري الصومالي الممتاز لكرة القدم 2021–22    | 2 (2019–20)                |

## الأدوار التمهيدية

### الدور التمهيدي الأول
| فريق 1       | نتيجة | فريق 2       |
| ------------ | ----- | ------------ |
| أرتا سولار 7 | 2–0   | بركان موروني |
| فحمان        | 3–0   | هورسيد       |

| أرتا سولار 7             | 2–0   | بركان موروني |
| ------------------------ | ----- | ------------ |
| - كالو 6' - أكينبينو 89' | تقرير |              |

| فحمان                      | 3–0   | هورسيد |
| -------------------------- | ----- | ------ |
| - راجح 34'، 38' - مهدي 90' | تقرير |        |

### الدور التمهيدي الثاني
| فريق 1       | نتيجة | فريق 2 |
| ------------ | ----- | ------ |
| أرتا سولار 7 | 1–2   | فحمان  |

| أرتا سولار 7 | 1–2   | فحمان            |
| ------------ | ----- | ---------------- |
| تراوري 45'   | تقرير | المحوري 42'، 76' |

## الأدوار التأهيلية
تم سحب 24 فريقًا في قرعة مرحلة خروج المغلوب. دخل 23 فريقًا مباشرة إلى الدور الأول، بالإضافة إلى فريق واحد صعد من الدور التمهيدي. يتأهل 12 فريقًا إلى الدور الثاني، ثم تتأهل فقط 6 منتخبات إلى دور المجموعات.

### الآلية
تم تقسيم الفرق الـ24 التالية بناءً على تصنيف الفيفا.
| وعاء 1 - شبيبة الساورة - طلائع الجيش - الجيش الملكي - الشباب - الاتحاد المنستيري - النادي الصفاقسي | وعاء 2 - القوة الجوية - شباب الأردن - النهضة - السيب - قطر - الوحدة | وعاء 3 - المحرق - المنامة - البرج - نواذيبو - شباب الخليل - تشرين | وعاء 4 - الكويت - أهلي طرابلس - الاتحاد - الهلال - المريخ - فحمان |

### الدور الأول
| الفريق الأول    | إجم.      | الفريق الثاني     | مباراة الذهاب | مباراة الإياب |
| --------------- | --------- | ----------------- | ------------- | ------------- |
| الجيش الملكي    | 5–4       | الاتحاد           | 4–1           | 1–3           |
| البرج           | 0–4       | الوحدة            | 0–3           | 0–1           |
| المريخ          | 2–2 (أ.خ) | تشرين             | 2–1           | 0–1           |
| القوة الجوية    | 1–5       | الشباب            | 1–1           | 0–4           |
| الهلال          | 4–2       | المنامة           | 3–0           | 1–2           |
| النادي الصفاقسي | 1–1 (أ.خ) | قطر               | 0–0           | 1–1           |
| طلائع الجيش     | 2–3       | أهلي طرابلس       | 1–2           | 1–1           |
| النهضة          | 5–0       | شباب الخليل       | 2–0           | 3–0 (مُنحت)    |
| فحمان           | 0–6       | الاتحاد المنستيري | 0–4           | 0–2           |
| المحرق          | 2–2 (5–4) | السيب             | 2–0           | 0–2           |
| نواذيبو         | 4–2       | شباب الأردن       | 4–1           | 0–1           |
| الكويت          | 2–1       | شبيبة الساورة     | 1–0           | 1–1           |

ملاحظات
1. ↑  لُعبت مبارتا الذهاب والإياب على أرضية استاد آل نهيان في أبوظبي.
2. ↑  لُعبت مبارتا الذهاب والإياب على أرضية استاد الأمير عبد الله الفيصل في جدة.
3. ↑  تم استبدال ترتيب مبارتي الذهاب والإياب بعد القرعة الأصلية.
4. ↑  مُنح نادي النهضة العماني فوزاً اعتبارياً 3–0 بعد رفض شباب الخليل نقل مبارة الإياب إلى ستاد البتراء، الأردن[14]

كل المباريات بالتوقيت العالمي الموحد (ت.ع.م+0)
| الجيش الملكي                                     | 4–1   | الاتحاد    |
| ------------------------------------------------ | ----- | ---------- |
| - سهد 15' - النفاتي 54' - غنادو 59' - حمودان 82' | تقرير | - عيسى 77' |

| الاتحاد              | 3–1   | الجيش الملكي |
| -------------------- | ----- | ------------ |
| - ميهري 9'، 35'، 83' | تقرير | - سهد 44'    |

تأهل الجيش الملكي المغربي بعد تفوقه على الاتحاد الليبي في مجموع المبارتين 5–4.
| البرج | 0–3   | الوحدة                               |
| ----- | ----- | ------------------------------------ |
|       | تقرير | - زهير 16' - بيريرا 29' - الكربي 34' |

| الوحدة       | 1–0   | البرج |
| ------------ | ----- | ----- |
| - آلان 90+6' | تقرير |       |

تأهل الوحدة الإماراتي بعد تفوقه على البرج اللبناني في مجموع المبارتين 4–0.
| المريخ                 | 2–1   | تشرين        |
| ---------------------- | ----- | ------------ |
| - نوح 29' - سيرجيو 33' | تقرير | - المحمد 13' |

| تشرين        | 1–0   | المريخ |
| ------------ | ----- | ------ |
| - المحمد 19' | تقرير |        |

تأهل تشرين السوري على حساب المريخ السوداني بتفوقه عليه بالأهداف الخارجية بعد تعادلهما في مجموع المبارتين 2–2.
| القوة الجوية | 1–1   | الشباب      |
| ------------ | ----- | ----------- |
| نبيل 38'     | تقرير | بوبندزا 70' |

| الشباب                                                 | 4–0   | القوة الجوية |
| ------------------------------------------------------ | ----- | ------------ |
| - بوبندزا 19' - بانيغا 73' - تمبكتي 80' - جوانكا 90+1' | تقرير |              |

تأهل الشباب السعودي بعد تفوقه على القوة الجوية العراقي في مجموع المبارتين 5–1.
| الهلال                                | 3–0   | المنامة |
| ------------------------------------- | ----- | ------- |
| - نغوما 77' - ليليبو 88' - يوسف 90+2' | تقرير |         |

| المنامة                         | 2–1   | الهلال       |
| ------------------------------- | ----- | ------------ |
| - موسى 33' (ركلة.) - الختال 37' | تقرير | - أباغنا 23' |

تأهل الهلال السوداني بعد تفوقه على المنامة البحريني في مجموع المبارتين 4–2.
| النادي الصفاقسي | 0–0   | قطر |
| --------------- | ----- | --- |
|                 | تقرير |     |

| قطر           | 1–1   | النادي الصفاقسي |
| ------------- | ----- | --------------- |
| - باستوري 90' | تقرير | - كانطي 41'     |

تأهل النادي الصفاقسي التونسي على حساب قطر القطري بتفوقه عليه بالأهداف الخارجية بعد تعادلهما في مجموع المبارتين 1–1.
| طلائع الجيش | 1–2   | أهلي طرابلس              |
| ----------- | ----- | ------------------------ |
| - طارق 21'  | تقرير | - المنير 54' - معتوق 89' |

| أهلي طرابلس | 1–1   | طلائع الجيش |
| ----------- | ----- | ----------- |
| - سالتو 64' | تقرير | - جوليس 19' |

تأهل أهلي طرابلس الليبي بعد تفوقه على طلائع الجيش المصري في مجموع المبارتين 3–2.
| النهضة                    | 2–0   | شباب الخليل |
| ------------------------- | ----- | ----------- |
| - ديمبا 13' - المالكي 72' | تقرير |             |

| شباب الخليل | منحت  | النهضة |
| ----------- | ----- | ------ |
|             | تقرير |        |

تأهل النهضة العماني على حساب شباب الخليل الفلسطيني بعد تفوقه عليه في مجموع المبارتين بنتيجة 5–0، بعدما رفض الفريق الفلسطيني نقل مباراة الإياب  إلى الأردن وخسارته إياها بنتيجة اعتبارية 3–0.
| فحمان | 0–4   | الاتحاد المنستيري                     |
| ----- | ----- | ------------------------------------- |
|       | تقرير | - تراوري 35'، 61' - المحيرصي 71'، 78' |

| الاتحاد المنستيري          | 2–0   | فحمان |
| -------------------------- | ----- | ----- |
| - العلوي 52' - الجفالي 64' | تقرير |       |

تأهل الاتحاد المنستيري التونسي بعد تفوقه على فحمان اليمني في مجموع المبارتين 6–0.
| المحرق                              | 2–0   | السيب |
| ----------------------------------- | ----- | ----- |
| - أربوليدا 21' - العقبي 44' (ركلة.) | تقرير |       |

| السيب                                           | 2–0   | المحرق                                     |
| ----------------------------------------------- | ----- | ------------------------------------------ |
| - المقبالي 43'، 79' (ركلة.)                     | تقرير |                                            |
| ركلات الترجيح                                   |       |                                            |
| المسلمي · اليحيائي · العامري · مبارك · المقبالي | 4–5   | مهروق · الصافي · الجبن · الشروقي · سولومبا |

تأهل المحرق البحريني على حساب السيب العماني بعد تفوقه عليه بضربات الجزاء الترجيحية 5–4 بعد تعادلهما في مجموع المبارتين 2–2.
| نواذيبو                          | 4–1   | شباب الأردن |
| -------------------------------- | ----- | ----------- |
| - الطنجي 17'، 82' - فاي 49'، 52' | تقرير | - ريالات 2' |

| شباب الأردن | 1–0   | نواذيبو |
| ----------- | ----- | ------- |
| - عبيد 44'  | تقرير |         |

تأهل نواذيبو الموريتاني بعد تفوقه على شباب الأردن الأردني في مجموع المبارتين 4–2.
| الكويت    | 1–0   | شبيبة الساورة |
| --------- | ----- | ------------- |
| مرهون 60' | تقرير |               |

| شبيبة الساورة | 1–1   | الكويت        |
| ------------- | ----- | ------------- |
| - دوسن 76'    | تقرير | - الخنيسي 64' |

تأهل الكويت الكويتي بعد تفوقه على شبيبة الساورة الجزائري في مجموع المبارتين 2–1.

### الدور الثاني
| الفريق الأول      | إجم. | الفريق الثاني   | مباراة الذهاب | مباراة الإياب |
| ----------------- | ---- | --------------- | ------------- | ------------- |
| الجيش الملكي      | 0–3  | الوحدة          | 0–0           | 0–3           |
| تشرين             | 2–4  | الشباب          | 1–1           | 1–3           |
| الهلال            | 1–2  | النادي الصفاقسي | 1–0           | 0–2           |
| أهلي طرابلس       | 4–2  | النهضة          | 4–2           | 0–0           |
| الاتحاد المنستيري | 3–0  | المحرق          | 2–0           | 1–0           |
| نواذيبو           | 1–3  | الكويت          | 1–2           | 0–1           |

ملاحظات
1. ↑  لُعبت مبارتا الذهاب والإياب على أرضية استاد الأمير فيصل بن فهد في الرياض.
2. ↑  لُعبت مبارتا الذهاب والإياب على أرضية الملعب الأولمبي حمادي العقربي في رادس.

| الجيش الملكي | 0–0   | الوحدة |
| ------------ | ----- | ------ |
|              | تقرير |        |

| الوحدة                            | 3–0   | الجيش الملكي |
| --------------------------------- | ----- | ------------ |
| كروسبزكي 16' بيدرو 54' آلان 90+6' | تقرير |              |

تأهل الوحدة الإماراتي بعد تفوقه على الجيش الملكي المغربي في مجموع المبارتين 3–0.
| تشرين      | 1–1   | الشباب     |
| ---------- | ----- | ---------- |
| المبيض 52' | تقرير | مينا 90+3' |

| الشباب                               | 3–1   | تشرين        |
| ------------------------------------ | ----- | ------------ |
| - جابر 17'، 75' - جونيور 37' (ركلة.) | تقرير | - حاتم 90+3' |

تأهل الشباب السعودي بعد تفوقه على تشرين السوري في مجموع المبارتين 4–2.
| الهلال             | 1–0   | النادي الصفاقسي |
| ------------------ | ----- | --------------- |
| - يوسف 26' (ركلة.) | تقرير |                 |

| النادي الصفاقسي             | 2–0   | الهلال |
| --------------------------- | ----- | ------ |
| - السايحي 64' - الحميدي 88' | تقرير |        |

تأهل الصفاقسي التونسي بعد تفوقه على الهلال السوداني في مجموع المبارتين 2–1.
| أهلي طرابلس                                          | 4–2   | النهضة                     |
| ---------------------------------------------------- | ----- | -------------------------- |
| - سالتو 14' - المنير 21' - القليب 30' - التربى 45+2' | تقرير | - العلوي 33' - المالكي 90' |

| النهضة | 0–0   | أهلي طرابلس |
| ------ | ----- | ----------- |
|        | تقرير |             |

تأهل أهلي طرابلس الليبي بعد تفوقه على النهضة العماني في مجموع المبارتين 4–2.
| الاتحاد المنستيري                | 2–0   | المحرق |
| -------------------------------- | ----- | ------ |
| - بوطيش 53' (ركلة.) - تراوري 75' | تقرير |        |

| المحرق | 0–1   | الاتحاد المنستيري |
| ------ | ----- | ----------------- |
|        | تقرير | - عومارو 76'      |

تأهل الاتحاد المنستيري التونسي بعد تفوقه على المحرق البحريني في مجموع المبارتين 3–0.
| نواذيبو    | 1–2   | الكويت                    |
| ---------- | ----- | ------------------------- |
| - بودا 49' | تقرير | - مرهون 66' - الخنيسي 82' |

| الكويت       | 1–0   | نواذيبو |
| ------------ | ----- | ------- |
| - الخنيسي 7' | تقرير |         |

تأهل الكويت الكويتي بعد تفوقه على نواذيبو الموريتاني في مجموع المبارتين 3–1.

## البطولة النهائية

### دور المجموعات
تم تقسيم 16 فريقًا إلى أربع مجموعات من أربعة فرق. 10 فرق دخلت بالفعل مرحلة المجموعات مباشرة، وهي أبطال دوريات الجزائر ومصر والعراق والمغرب وقطر والسعودية وتونس. بالإضافة إلى ذلك، دخل حامل لقب النسخة السابقة (الرجاء المغربي) والوصيف (الاتحاد السعودي) ومدعوُّ واحد تم اختياره من قبل الاتحاد العربي (النصر السعودي) مباشرة إلى مرحلة المجموعات. 6 فرق ستتأهل من الأدوار التأهيلية لاستكمال دور المجموعات المكون من 16 فريقًا. يتأهل المتصدر والوصيف من كل مجموعة إلى مرحلة خروج المغلوب.
الفرق المتأهلة لمرحلة المجموعات:
| فرق دخلت مباشرة إلى مرحلة المجموعات - شباب بلوزداد - الزمالك - الشرطة - الرجاء الرياضي[حامل اللقب] - الوداد الرياضي - السد - الهلال - الاتحاد[الوصيف] - النصر[مدعو] - الترجي | فرق مؤهلة من الأدوار التأهيلية - الوحدة - الشباب - النادي الصفاقسي - أهلي طرابلس - الاتحاد المنستيري - الكويت |

### الآلية
تم تقسيم الفرق الستة عشر التالية بناءً على تصنيف الفيفا.
| وعاء 1 - الزمالك - الرجاء الرياضي - الوداد الرياضي - الترجي التونسي | وعاء 2 - شباب بلوزداد - الهلال - النصر - الاتحاد | وعاء 3 - الشرطة - السد - الوحدة - الشباب | وعاء 4 - النادي الصفاقسي - أهلي طرابلس - الاتحاد المنستيري - الكويت |

#### المجموعة أ
| م | الفريق          | لعب | ف | ت | خ | أ.له | أ.ع | أ.ف | نقاط | التأهل                       |
| - | --------------- | --- | - | - | - | ---- | --- | --- | ---- | ---------------------------- |
| 1 | الاتحاد         | 3   | 3 | 0 | 0 | 5    | 2   | +3  | 9    | يتقدم إلى مرحلة خروج المغلوب |
| 2 | الشرطة          | 3   | 1 | 1 | 1 | 2    | 2   | 0   | 4    | يتقدم إلى مرحلة خروج المغلوب |
| 3 | الترجي التونسي  | 3   | 0 | 2 | 1 | 1    | 2   | −1  | 2    |                              |
| 4 | النادي الصفاقسي | 3   | 0 | 1 | 2 | 0    | 2   | −2  | 1    |                              |

| النادي الصفاقسي | 0–1   | الشرطة                   |
| --------------- | ----- | ------------------------ |
|                 | تقرير | - عبد الزهرة 64' (ركلة.) |

| الترجي التونسي | 1–2   | الاتحاد                     |
| -------------- | ----- | --------------------------- |
| - بوقرة 26'    | تقرير | - حمد الله 35' - بنزيما 55' |

| الشرطة | 0–0   | الترجي التونسي |
| ------ | ----- | -------------- |
|        | تقرير |                |

| الاتحاد      | 1–0   | النادي الصفاقسي |
| ------------ | ----- | --------------- |
| - بنزيما 63' | تقرير |                 |

| الترجي التونسي | 0–0   | النادي الصفاقسي |
| -------------- | ----- | --------------- |
|                | تقرير |                 |

| الشرطة       | 1–2   | الاتحاد                            |
| ------------ | ----- | ---------------------------------- |
| - موموني 80' | تقرير | - بامسعود 36' - بنزيما 84' (ركلة.) |

#### المجموعة ب
| م | الفريق         | لعب | ف | ت | خ | أ.له | أ.ع | أ.ف | نقاط | التأهل                       |
| - | -------------- | --- | - | - | - | ---- | --- | --- | ---- | ---------------------------- |
| 1 | السد           | 3   | 2 | 1 | 0 | 4    | 2   | +2  | 7    | يتقدم إلى مرحلة خروج المغلوب |
| 2 | الهلال         | 3   | 1 | 1 | 1 | 4    | 4   | 0   | 4    | يتقدم إلى مرحلة خروج المغلوب |
| 3 | الوداد الرياضي | 3   | 0 | 2 | 1 | 2    | 3   | −1  | 2    |                              |
| 4 | أهلي طرابلس    | 3   | 0 | 2 | 1 | 1    | 2   | −1  | 2    |                              |

| السد | 0–0   | الوداد الرياضي |
| ---- | ----- | -------------- |
|      | تقرير |                |

| أهلي طرابلس | 0–0   | الهلال |
| ----------- | ----- | ------ |
|             | تقرير |        |

| الوداد الرياضي  | 1–1   | أهلي طرابلس |
| --------------- | ----- | ----------- |
| - العملود 45+2' | تقرير | - كراوع 48' |

| الهلال                              | 2–3   | السد                                   |
| ----------------------------------- | ----- | -------------------------------------- |
| - ديلغادو 10' - الدوسري 68' (ركلة.) | تقرير | - بونجاح 40' - سلمان 51' - بلاتا 90+3' |

| السد          | 1–0   | أهلي طرابلس |
| ------------- | ----- | ----------- |
| - أوتافيو 89' | تقرير |             |

| الهلال                               | 2–1   | الوداد الرياضي |
| ------------------------------------ | ----- | -------------- |
| - ميلينكوفيتش-سافيتش 41' - نيفيز 66' | تقرير | - بوهرة 64'    |

#### المجموعة ج
| م | الفريق            | لعب | ف | ت | خ | أ.له | أ.ع | أ.ف | نقاط | التأهل                       |
| - | ----------------- | --- | - | - | - | ---- | --- | --- | ---- | ---------------------------- |
| 1 | الشباب            | 3   | 2 | 1 | 0 | 2    | 0   | +2  | 7    | يتقدم إلى مرحلة خروج المغلوب |
| 2 | النصر             | 3   | 1 | 2 | 0 | 5    | 2   | +3  | 5    | يتقدم إلى مرحلة خروج المغلوب |
| 3 | الزمالك           | 3   | 1 | 1 | 1 | 5    | 2   | +3  | 4    |                              |
| 4 | الاتحاد المنستيري | 3   | 0 | 0 | 3 | 1    | 9   | −8  | 0    |                              |

| الزمالك                                       | 4–0   | الاتحاد المنستيري |
| --------------------------------------------- | ----- | ----------------- |
| - الجزيري 26' - زيزو 43' - سيد نيمار 56'، 64' | تقرير |                   |

| النصر | 0–0   | الشباب |
| ----- | ----- | ------ |
|       | تقرير |        |

| الشباب               | 1–0   | الزمالك |
| -------------------- | ----- | ------- |
| - بانيغا 44' (ركلة.) | تقرير |         |

| الاتحاد المنستيري   | 1–4   | النصر                                                  |
| ------------------- | ----- | ------------------------------------------------------ |
| - لاجامي 66' (ه.ذ.) | تقرير | - تاليسكا 42' - رونالدو 74' - العمري 88' - العليوه 90' |

| الزمالك            | 1–1   | النصر         |
| ------------------ | ----- | ------------- |
| - زيزو 53' (ركلة.) | تقرير | - رونالدو 87' |

| الشباب               | 1–0   | الاتحاد المنستيري |
| -------------------- | ----- | ----------------- |
| - بانيغا 26' (ركلة.) | تقرير |                   |

#### المجموعة د
| م | الفريق         | لعب | ف | ت | خ | أ.له | أ.ع | أ.ف | نقاط | التأهل                       |
| - | -------------- | --- | - | - | - | ---- | --- | --- | ---- | ---------------------------- |
| 1 | الرجاء الرياضي | 3   | 3 | 0 | 0 | 5    | 1   | +4  | 9    | يتقدم إلى مرحلة خروج المغلوب |
| 2 | الوحدة         | 3   | 2 | 0 | 1 | 4    | 3   | +1  | 6    | يتقدم إلى مرحلة خروج المغلوب |
| 3 | الكويت         | 3   | 0 | 1 | 2 | 2    | 3   | −1  | 1    |                              |
| 4 | شباب بلوزداد   | 3   | 0 | 1 | 2 | 3    | 5   | −2  | 1    |                              |

| شباب بلوزداد | 1–2   | الرجاء الرياضي                    |
| ------------ | ----- | --------------------------------- |
| - حداد 10'   | تقرير | - بوزوق 58' (ركلة.) - عراسي 90+4' |

| الكويت          | 1–2   | الوحدة                     |
| --------------- | ----- | -------------------------- |
| - الظفيري 90+2' | تقرير | - المنصوري 72' - بيدرو 77' |

| الوحدة                      | 2–1   | شباب بلوزداد |
| --------------------------- | ----- | ------------ |
| - كروسبزكي 44' - جوانكا 61' | تقرير | - بوقرة 84'  |

| الرجاء الرياضي          | 2–0   | الكويت |
| ----------------------- | ----- | ------ |
| - رحيمي 52' - زريدة 63' | تقرير |        |

| شباب بلوزداد | 1–1   | الكويت                |
| ------------ | ----- | --------------------- |
| - بالخير 6'  | تقرير | - الخنيسي 87' (ركلة.) |

| الوحدة | 0–1   | الرجاء الرياضي |
| ------ | ----- | -------------- |
|        | تقرير | - الوردي 26'   |

### مرحلة خروج المغلوب
يتقدم أفضل فريقين من كل مجموعة (8 في المجموع) إلى مرحلة خروج المغلوب للتنافس في بطولة إقصاء فردية.

#### القوس
|  | ربع النهائي      | ربع النهائي    |                   |       | نصف النهائي | نصف النهائي |  |  | النهائي | النهائي |
|  |                  |                |                   |       |             |             |  |  |         |         |
|  | الطائف – 5 أغسطس |                |                   |       |             |             |  |  |         |         |
|  |                  |                |                   |       |             |             |  |  |         |         |
|  | الاتحاد          | 1              |                   |       |             |             |  |  |         |         |
|  | الاتحاد          | 1              | الطائف – 9 أغسطس  |       |             |             |  |  |         |         |
|  | الهلال           | 3              |                   |       |             |             |  |  |         |         |
|  | الهلال           | 3              | الهلال            | 3     |             |             |  |  |         |         |
|  | الطائف – 6 أغسطس |                | الهلال            | 3     |             |             |  |  |         |         |
|  |                  | الشباب         | 1                 |       |             |             |  |  |         |         |
|  | الشباب (ج.)      | الشباب         | 1                 | 0 (5) |             |             |  |  |         |         |
|  | الشباب (ج.)      |                | الطائف – 12 أغسطس | 0 (5) |             |             |  |  |         |         |
|  | الوحدة           | 0 (4)          |                   |       |             |             |  |  |         |         |
|  | الوحدة           | 0 (4)          | الهلال            | 1     |             |             |  |  |         |         |
|  | أبها – 5 أغسطس   |                | الهلال            | 1     |             |             |  |  |         |         |
|  |                  | النصر          | 2                 |       |             |             |  |  |         |         |
|  | السد             | النصر          | 2                 | 2     |             |             |  |  |         |         |
|  | السد             | أبها – 9 أغسطس |                   | 2     |             |             |  |  |         |         |
|  | الشرطة           | 4              |                   |       |             |             |  |  |         |         |
|  | الشرطة           | 4              | الشرطة            | 0     |             |             |  |  |         |         |
|  | أبها – 6 أغسطس   |                | الشرطة            | 0     |             |             |  |  |         |         |
|  |                  | النصر          | 1                 |       |             |             |  |  |         |         |
|  | الرجاء الرياضي   | النصر          | 1                 | 1     |             |             |  |  |         |         |
|  | الرجاء الرياضي   |                |                   | 1     |             |             |  |  |         |         |
|  | النصر            | 3              |                   |       |             |             |  |  |         |         |
|  | النصر            | 3              |                   |       |             |             |  |  |         |         |

#### ربع النهائي
| السد                    | 2–4   | الشرطة                                         |
| ----------------------- | ----- | ---------------------------------------------- |
| - عفيف 24' (ركلة.)، 81' | تقرير | - خضير 32' - رستم 59' (ركلة.)، 78' - فرحان 70' |

| الاتحاد         | 1–3   | الهلال                                                        |
| --------------- | ----- | ------------------------------------------------------------- |
| - رومارينيو 56' | تقرير | - ميلينكوفيتش-سافيتش 14' - الدوسري 45+3' (ركلة.) - مالكوم 70' |

| الرجاء الرياضي    | 1–3   | النصر                                   |
| ----------------- | ----- | --------------------------------------- |
| - مادو 41' (ه.ذ.) | تقرير | - رونالدو 19' - الغنام 29' - فوفانا 38' |

| الشباب                                     | 0–0   | الوحدة                                     |
| ------------------------------------------ | ----- | ------------------------------------------ |
|                                            | تقرير |                                            |
| ركلات الترجيح                              |       |                                            |
| - بانيغا - تمبكتي - باهبري - العمار - كنبه | 5–4   | - بيدرو - جوانكا - جمعة - نورالهي - بيمنتا |

#### نصف النهائي
| الشرطة | 0–1   | النصر                 |
| ------ | ----- | --------------------- |
|        | تقرير | - رونالدو 75' (ركلة.) |

| الهلال                                  | 3–1   | الشباب       |
| --------------------------------------- | ----- | ------------ |
| - كنو 9' - مالكوم 45+3' - الحمدان 90+5' | تقرير | - كويلار 56' |

#### النهائي
| النصر              | 2–1 (ب.و.إ.) | الهلال        |
| ------------------ | ------------ | ------------- |
| - رونالدو 74'، 98' | تقرير        | - ديلغادو 51' |

## الهدافون
عدد الأهداف المُسجلة  68 هدفًا  في 31 مباراة، بمتوسط 2.19 هدفًا في المباراة الواحدة.
6 أهداف
- كريستيانو رونالدو ( النصر)

3 أهداف
- كريم بنزيما ( الاتحاد)

هدفان
- سالم الدوسري ( الهلال)
- سيرغي ميلينكوفيتش-سافيتش ( الهلال)
- مالكوم ( الهلال)
- ميشائيل ديلغادو ( الهلال)
- سيد نيمار ( الزمالك)
- أحمد مصطفى زيزو ( الزمالك)
- إيفر بانيغا ( الشباب)
- آسو رستم ( الشرطة)
- أكرم عفيف ( السد)

هدف ذاتي
- علي لاجامي ( النصر) ضد الاتحاد المنستيري
- عبد الله مادو ( النصر) ضد الرجاء الرياضي